# Índice de vulnerabilidad medioambiental

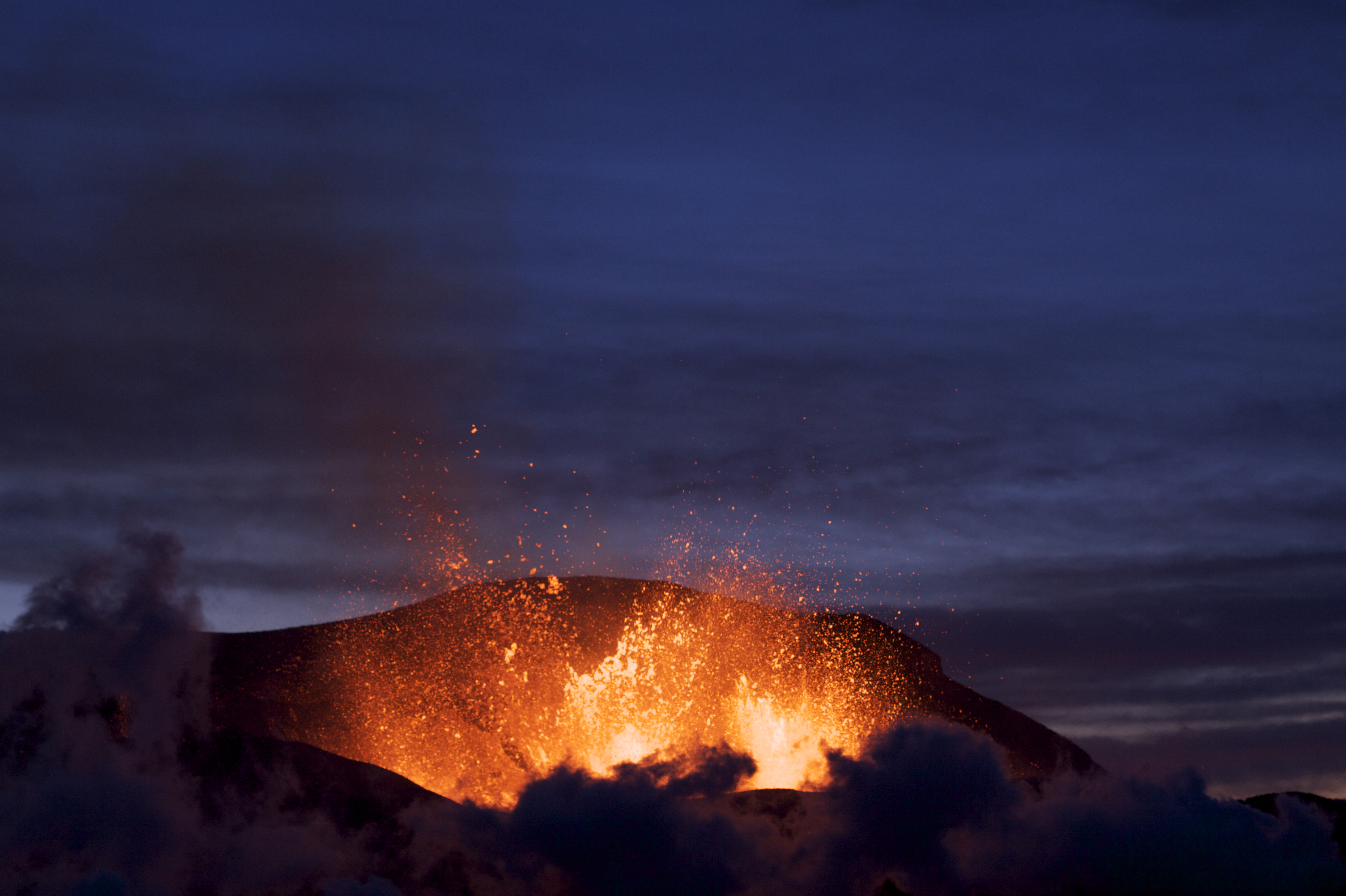
Erupción volcánica, uno de los riesgos considerados por el Índice de vulnerabilidad medioambiental

El Índice de vulnerabilidad medioambiental (EVI por sus siglas en inglés) es una medición de la severidad de varios tipos de problemas medioambientales padecidos por los 234 territorios y países analizados. Fue elaborado por la Comisión del Pacífico Sur para la Geociencia Aplicada (SOPAC por sus siglas en inglés), el Programa de las Naciones Unidas para el Medio Ambiente (PNUMA) y otros. Los resultados del EVI se utilizan para centrarse en soluciones a las presiones negativas sobre el medio ambiente, promoviendo así la sostenibilidad.

## Historia
El EVI se diseñó inicialmente para pequeños estados insulares en desarrollo (SIDS por sus siglas en inglés). La idea teórica fue presentada por la SOPAC el 4 de febrero de 1999. Las ideas y planes para el EVI avanzaron con la creación de un laboratorio de ideas específico que tuvo lugar del 7 al 10 de septiembre de 1999 en la bahía del Pacífico, Fiyi. Ampliar el EVI a otros SIDS fue apoyado por una reunión de expertos celebrada en Malta del 29 de noviembre al 3 de diciembre de 1999 por la SOPAC y la Fundación para Estudios Internacionales (de la Universidad de las Islas de Malta y del Instituto de Islas y Pequeños Estados) con el patrocinio del PNUMA.
El EVI se ensayó en 5 países diferentes durante la segunda fase de su elaboración. Del 27 al 29 de agosto de 2001 se celebró un taller en el PNUMA, Ginebra, para ampliar su aplicación a un conjunto demostrativo de países del mundo. La continuación de los trabajos condujo una presentación de los primeros resultados funcionales.

## Cálculo
Calcular el EVI para un país requiere recopilar los datos de vulnerabilidad medioambiental para los 50 indicadores. Una vez que se tienen todos los datos, se calcula cada indicador. Como los indicadores son heterogéneos —los hay cuantitativos, cualitativos y con diferentes escalas y rangos— se mapean a una escala de vulnerabilidad de 1 a 7. 
Cuando no está disponible algún dato necesario para calcular un indicador, no se da ningún valor a ese indicador y el denominador de la media se reduce en una unidad (por ejemplo, de 50 a 49). 
Cuando un determinado indicador no se considera aplicable a un país específico (como erupciones volcánicas en Tuvalu, que no tiene volcanes), se da la puntuación de vulnerabilidad más baja (1) a ese indicador. 
Las puntuaciones de vulnerabilidad para cada indicador se acumulan entonces en categorías o subíndices y se calcula la media. Una media global de todos los indicadores se calcula para generar el EVI del país. El EVI engloba 3 subíndices: riesgos, resistencia y daño
Los 50 indicadores también se dividen en las categorías correspondientes para su utilización: cambio climático, biodiversidad, agua, agricultura y pesca, aspectos de salud humana, desertificación y exposición a desastres naturales.

## Indicadores
1. Vientos fuertes – Promedio de los últimos 5 años de vientos intensos (velocidad más de un 20 % superior a la velocidad media del viento ese mismo mes durante los últimos 30 años) calculado con todas las estaciones meteorológicas de referencia.
2. Periodos secos – Promedio de los últimos 5 años de déficit anual de precipitación (en mm) para todos los meses en los que la precipitación ha sido ese mes más del 20 % inferior a la media de precipitación de los últimos 30 años en ese mismo mes, calculado con todas las estaciones meteorológicas de referencia.
3. Periodos húmedos – Promedio de los últimos 5 años de exceso anual de precipitación (en mm) para todos los meses en los que la precipitación ha sido ese mes más del 20 % superior a la media de precipitación de los últimos 30 años en ese mismo mes, calculado con todas las estaciones meteorológicas de referencia.
4. Periodos cálidos – Promedio de los últimos 5 años de exceso anual de calor (en grados Celsius) para todos los meses en los que la temperatura ha sido ese mes más de 5°C (9°F) superior a la media de temperaturas máximas diarias de los últimos 30 años en ese mismo mes, calculado con todas las estaciones meteorológicas de referencia.
5. Periodos fríos – Promedio de los últimos 5 años de exceso anual de frío (en grados Celsius) para todos los meses en los que la temperatura ha sido ese mes más de 5°C (9°F) inferior a la media de temperaturas mínimas diarias de los últimos 30 años en ese mismo mes, calculado con todas las estaciones meteorológicas de referencia.
6. Temperaturas del mar – Promedio de los últimos 5 años de la desviación en las temperaturas de la superficie del mar (SST por sus siglas en inglés) en relación con la media mensual de los últimos 30 años en ese mismo mes
7. Volcanes – Número de volcanes con potencial de erupción mayor o igual que un índice de explosividad volcánica 2 (VEI 2 por sus siglas en inglés) en el área que resulta de ampliar en 100 km la frontera terrestre del país (dividido ese número de volcanes por la extensión de esa área).
8. Terremotos – Promedio de los últimos 5 años de la energía sísmica acumulada en el área que resulta de ampliar en 100 km la frontera terrestre del país, medida por los terremotos de una magnitud local ≥ 6,0 en la escala de Richter que ocurran a una profundidad ≤ 15 km (dividido ese número de volcanes por la extensión de esa área).
9. Tsunamis – Número de tsunamis o de grandes tormentas que inundan más de 2 metros por encima de la media de la marea viva alta de primavera (MHWS por sus siglas en inglés) por 1000 km de costa desde 1900.
10. Deslizamientos – Número de deslizamientos registrados en los últimos 5 años (definiciones de la base de datos internacional de desastres EM-DAT), divididos por la extensión del país.
11. Extensión – Superficie total del país en km².
12. Dispersión del país – Proporción de la longitud de sus fronteras (terrestres y marítimas) respecto a su superficie total.
13. Aislamiento – Distancia al continente más cercano (km).
14. Relieve – Rango de altitud (altitud en metros del punto más bajo en país - altitud del punto más elevado)
15. Tierras bajas – Porcentaje de la superficie del país a una altitud igual o inferior a 50 m por encima del nivel del mar.
16. Fronteras – Número de fronteras terrestres y marítimas (incluyendo la zona económica exclusiva compartida con otros países.)
17. Desequilibrio del ecosistema – Media ponderada del cambio en el nivel trófico desde que empezó la pesca (para tramos de nivel trófico ≤ 3,35).
18. Apertura medioambiental – Promedio de los últimos 5 años de importaciones en dólares estadounidenses por km² de superficie del país.
19. Migraciones – Número de especies conocidas, terrestres o acuáticas, que emigran fuera del territorio del país en cualquier momento de su vida.
20. Endemismos – Número de especie endémicas conocidas por cada millón de km² de superficie del país.
21. Introducciones – Número de especies introducidas por cada 1000 km² de superficie del país.
22. Especies amenazadas – Número de especies amenazadas y vulnerables por cada 1000 km² de superficie del país (definiciones de la Unión Internacional para la Conservación de la Naturaleza, IUCN por sus siglas en inglés).
23. Extinciones – Número de especies que se sepa que se hayan extinguido desde 1900 por cada 1000 km² de superficie del país (definiciones de la IUCN ).
24. Cubierta vegetal – Porcentaje de superficie del país cubierta de vegetación natural o replantada (incluye bosques, humedales, praderas, tundra, desierto y asociaciones alpinas).
25. Pérdida de cubierta— Porcentaje neto de cambio en la cubierta de vegetación en los últimos cinco años.
26. Fragmentación de hábitat – Longitud total en km de todas las carreteras dividida por los km² de superficie del país.
27. Degradación – Porcentaje de superficie del país severa o muy severamente degradada (definiciones de la FAO/AGL Terrastat).
28. Reservas terrestres – Porcentaje de superficie del país legalmente designada como reservas, donde se impide la explotación agrícola o minera.
29. Reservas marinas – Porcentaje de la plataforma continental legalmente designada como áreas marinas protegidas.
30. Agricultura intensiva – Media de los últimos 5 años de toneladas por km² de productos de ganadería intensiva (incluye acuicultura, cerdos y aves).
31. Fertilizante – Media de los últimos 5 años de intensidad en el uso de abonos.
32. Pesticidas – Media de los últimos 5 años de kg de pesticidas utilizados por km².
33. Biotecnología – Número acumulable de pruebas de campo de organismos modificados genéticamente (OGM) practicadas en el país desde 1986.
34. Sobrepesca – Media de los últimos 5 años del resultado de dividir la productividad por las capturas.
35. Esfuerzo pesquero – Media de los últimos 5 años de pescadores por kilómetro de costa.
36. Agua renovable – Media de los últimos 5 años del porcentaje del agua consumida que procede de fuentes renovables.
37. Emisiones de dióxido de azufre– Media de los últimos 5 años de emisiones de SO2.
38. Residuos tóxicos, peligrosos y urbanos – Media de los últimos 5 años de los generados e importados por km².
39. Tratamiento de residuos – Porcentaje medio en los últimos 5 años de residuos tóxicos, peligrosos y urbanos eficazmente tratados, respecto al total de residuos de esos tipos.
40. Industria – Media de los últimos 5 años de electricidad de uso industrial por km².
41. Derrames – Número total de derrames de petróleo y sustancias peligrosas, superiores a 1000 litros, sobre tierra, en ríos o dentro de aguas territoriales por 1000 km de costa marítima en los últimos 5 años.
42. Minería – Media de los últimos 5 años de producción minera (superficial, subterránea y canteras) por km².
43. Saneamiento – Densidad de población sin acceso a un saneamiento seguro (definiciones de la OMS)
44. Vehículos – Dato más reciente de número de vehículos por km².
45. Densidad de población – Habitantes por km².
46. Crecimiento poblacional – En los últimos 5 años.
47. Turistas – Media de los últimos 5 años de número de turistas internacionales por km².
48. Poblaciones costeras – Densidad de personas que viven en localidades cuyo centro se encuentra a menos de 100 km del mar o de un lago.
49. Acuerdos medioambientales – Número de tratados medioambientales en vigor en el país.
50. Conflictos – Media en los últimos 50 años de años de conflicto por década.

## Lista de territorios y países ordenados de menor a mayor vulnerabilidad
| Posición | País                                      | EVI | Diagnóstico               |
| -------- | ----------------------------------------- | --- | ------------------------- |
| 1        | Guayana Francesa                          | 174 | Resiliente                |
| 2        | República Árabe Saharaui Democrática      | 175 | Resiliente                |
| 3        | Botsuana                                  | 181 | Resiliente                |
| 4        | República Centroafricana                  | 193 | Resiliente                |
| 5        | Namibia                                   | 200 | Resiliente                |
| 6        | Zimbabue                                  | 200 | Resiliente                |
| 7        | Guyana                                    | 207 | Resiliente                |
| 8        | Mongolia                                  | 208 | Resiliente                |
| 9        | Níger                                     | 208 | Resiliente                |
| 10       | Yibuti                                    | 210 | Resiliente                |
| 11       | Zambia                                    | 210 | Resiliente                |
| 12       | Gabón                                     | 211 | Resiliente                |
| 13       | Surinam                                   | 211 | Resiliente                |
| 14       | Kazajistán                                | 215 | En riesgo                 |
| 15       | Mali                                      | 215 | En riesgo                 |
| 16       | Svalbard                                  | 215 | En riesgo                 |
| 17       | Chad                                      | 217 | En riesgo                 |
| 18       | República del Congo                       | 219 | En riesgo                 |
| 19       | Islas Malvinas                            | 223 | En riesgo                 |
| 20       | Mozambique                                | 225 | En riesgo                 |
| 21       | Angola                                    | 227 | En riesgo                 |
| 22       | Camerún                                   | 229 | En riesgo                 |
| 23       | Burkina Faso                              | 229 | En riesgo                 |
| 24       | Catar                                     | 229 | En riesgo                 |
| 25       | Mauritania                                | 233 | En riesgo                 |
| 26       | Kirguistán                                | 234 | En riesgo                 |
| 27       | Antártida                                 | 235 | En riesgo                 |
| 28       | Australia                                 | 238 | En riesgo                 |
| 29       | Bielorrusia                               | 239 | En riesgo                 |
| 30       | Guinea Ecuatorial                         | 243 | En riesgo                 |
| 31       | Groenlandia                               | 243 | En riesgo                 |
| 32       | Laos                                      | 243 | En riesgo                 |
| 33       | Suazilandia                               | 243 | En riesgo                 |
| 34       | Islas Georgias del Sur y Sandwich del Sur | 245 | En riesgo                 |
| 35       | Panamá                                    | 247 | En riesgo                 |
| 36       | Armenia                                   | 247 | En riesgo                 |
| 37       | Bahamas                                   | 248 | En riesgo                 |
| 38       | Costa de Marfil                           | 248 | En riesgo                 |
| 39       | Turkmenistán                              | 249 | En riesgo                 |
| 40       | Malaui                                    | 249 | En riesgo                 |
| 41       | Omán                                      | 250 | En riesgo                 |
| 42       | Bolivia                                   | 250 | En riesgo                 |
| 43       | Canadá                                    | 251 | En riesgo                 |
| 44       | Papúa Nueva Guinea                        | 251 | En riesgo                 |
| 45       | Bután                                     | 253 | En riesgo                 |
| 46       | Eritrea                                   | 254 | En riesgo                 |
| 47       | Guinea                                    | 254 | En riesgo                 |
| 48       | Libia                                     | 256 | En riesgo                 |
| 49       | Andorra                                   | 257 | En riesgo                 |
| 50       | Tanzania                                  | 257 | En riesgo                 |
| 51       | Belice                                    | 258 | En riesgo                 |
| 52       | Uruguay                                   | 259 | En riesgo                 |
| 53       | Etiopía                                   | 260 | En riesgo                 |
| 54       | Paraguay                                  | 260 | En riesgo                 |
| 55       | Georgia                                   | 261 | En riesgo                 |
| 56       | Kenia                                     | 262 | En riesgo                 |
| 57       | Finlandia                                 | 265 | Vulnerable                |
| 58       | Santo Tomé y Príncipe                     | 265 | Vulnerable                |
| 59       | Somalia                                   | 265 | Vulnerable                |
| 60       | Perú                                      | 268 | Vulnerable                |
| 61       | Camboya                                   | 270 | Vulnerable                |
| 62       | Letonia                                   | 270 | Vulnerable                |
| 63       | Birmania                                  | 270 | Vulnerable                |
| 64       | Isla Bouvet                               | 271 | Vulnerable                |
| 65       | Guinea-Bisáu                              | 271 | Vulnerable                |
| 66       | Liberia                                   | 271 | Vulnerable                |
| 67       | Tayikistán                                | 271 | Vulnerable                |
| 68       | Nicaragua                                 | 272 | Vulnerable                |
| 69       | Honduras                                  | 273 | Vulnerable                |
| 70       | Noruega                                   | 273 | Vulnerable                |
| 71       | Rusia                                     | 273 | Vulnerable                |
| 72       | Arabia Saudita                            | 274 | Vulnerable                |
| 73       | Sudán                                     | 274 | Vulnerable                |
| 74       | Argelia                                   | 275 | Vulnerable                |
| 75       | Comoras                                   | 277 | Vulnerable                |
| 76       | Gambia                                    | 277 | Vulnerable                |
| 77       | Senegal                                   | 277 | Vulnerable                |
| 78       | Benín                                     | 278 | Vulnerable                |
| 79       | Ghana                                     | 279 | Vulnerable                |
| 80       | Madagascar                                | 279 | Vulnerable                |
| 81       | Santa Elena, Ascensión y Tristán de Acuña | 279 | Vulnerable                |
| 82       | Lesoto                                    | 280 | Vulnerable                |
| 83       | Estonia                                   | 280 | Vulnerable                |
| 84       | Marruecos                                 | 281 | Vulnerable                |
| 85       | Islas Salomón                             | 281 | Vulnerable                |
| 86       | Cabo Verde                                | 282 | Vulnerable                |
| 87       | Sierra Leona                              | 283 | Vulnerable                |
| 88       | Uganda                                    | 283 | Vulnerable                |
| 89       | Islas Cocos                               | 285 | Vulnerable                |
| 90       | Vanuatu                                   | 285 | Vulnerable                |
| 91       | Uzbekistán                                | 286 | Vulnerable                |
| 92       | Argentina                                 | 287 | Vulnerable                |
| 93       | Chile                                     | 287 | Vulnerable                |
| 94       | Burundi                                   | 288 | Vulnerable                |
| 95       | República Democrática del Congo           | 288 | Vulnerable                |
| 96       | Afganistán                                | 289 | Vulnerable                |
| 97       | Yemen                                     | 289 | Vulnerable                |
| 98       | Nueva Caledonia                           | 290 | Vulnerable                |
| 99       | Aruba                                     | 291 | Vulnerable                |
| 100      | Venezuela                                 | 291 | Vulnerable                |
| 101      | Nueva Zelanda                             | 292 | Vulnerable                |
| 102      | Islas Turcas y Caicos                     | 292 | Vulnerable                |
| 103      | Togo                                      | 293 | Vulnerable                |
| 104      | Emiratos Árabes Unidos                    | 293 | Vulnerable                |
| 105      | Ciudad del Vaticano                       | 293 | Vulnerable                |
| 106      | Islas Heard y McDonald                    | 294 | Vulnerable                |
| 107      | Territorio Británico del Océano Índico    | 295 | Vulnerable                |
| 108      | Colombia                                  | 296 | Vulnerable                |
| 109      | Islas Feroe                               | 296 | Vulnerable                |
| 110      | San Pedro y Miquelón                      | 296 | Vulnerable                |
| 111      | Egipto                                    | 298 | Vulnerable                |
| 112      | Islandia                                  | 298 | Vulnerable                |
| 113      | Ruanda                                    | 298 | Vulnerable                |
| 114      | {Jan Mayen                                | 300 | Vulnerable                |
| 115      | Estados Unidos                            | 300 | Vulnerable                |
| 116      | Eslovaquia                                | 303 | Vulnerable                |
| 117      | Ecuador                                   | 304 | Vulnerable                |
| 118      | Mayotte                                   | 304 | Vulnerable                |
| 119      | Islas Pitcairn                            | 304 | Vulnerable                |
| 120      | Wallis y Futuna                           | 304 | Vulnerable                |
| 121      | Nepal                                     | 305 | Vulnerable                |
| 122      | San Marino                                | 305 | Vulnerable                |
| 123      | Bosnia y Herzegovina                      | 306 | Vulnerable                |
| 124      | México                                    | 306 | Vulnerable                |
| 125      | Túnez                                     | 306 | Vulnerable                |
| 126      | Antigua y Barbuda                         | 307 | Vulnerable                |
| 127      | Tailandia                                 | 308 | Vulnerable                |
| 128      | Hong Kong                                 | 309 | Vulnerable                |
| 129      | Niue                                      | 309 | Vulnerable                |
| 130      | Jordania                                  | 310 | Vulnerable                |
| 131      | Suecia                                    | 311 | Vulnerable                |
| 132      | Anguila                                   | 312 | Vulnerable                |
| 133      | Malasia                                   | 312 | Vulnerable                |
| 134      | Brunéi                                    | 313 | Vulnerable                |
| 135      | Irán                                      | 313 | Vulnerable                |
| 136      | Chipre                                    | 314 | Vulnerable                |
| 137      | Lituania                                  | 314 | Vulnerable                |
| 138      | República Checa                           | 315 | Vulnerable                |
| 139      | Granada                                   | 315 | Vulnerable                |
| 140      | Malta                                     | 316 | Muy vulnerable            |
| 141      | Indonesia                                 | 316 | Muy vulnerable            |
| 142      | Macedonia del Norte                       | 316 | Muy vulnerable            |
| 143      | Ucrania                                   | 317 | Muy vulnerable            |
| 144      | Irlanda                                   | 318 | Muy vulnerable            |
| 145      | Moldavia                                  | 322 | Muy vulnerable            |
| 146      | Bulgaria                                  | 323 | Muy vulnerable            |
| 147      | Kuwait                                    | 323 | Muy vulnerable            |
| 148      | Antillas Neerlandesas                     | 323 | Muy vulnerable            |
| 149      | República Dominicana                      | 324 | Muy vulnerable            |
| 150      | Sudáfrica                                 | 324 | Muy vulnerable            |
| 151      | República de China                        | 324 | Muy vulnerable            |
| 152      | Baréin                                    | 326 | Muy vulnerable            |
| 153      | Luxemburgo                                | 327 | Muy vulnerable            |
| 154      | Gibraltar                                 | 328 | Muy vulnerable            |
| 155      | Samoa                                     | 328 | Muy vulnerable            |
| 156      | Tokelau                                   | 328 | Muy vulnerable            |
| 157      | Cuba                                      | 329 | Muy vulnerable            |
| 158      | Albania                                   | 330 | Muy vulnerable            |
| 159      | Sri Lanka                                 | 331 | Muy vulnerable            |
| 160      | Mónaco                                    | 332 | Muy vulnerable            |
| 161      | Fiyi                                      | 333 | Muy vulnerable            |
| 162      | Puerto Rico                               | 334 | Muy vulnerable            |
| 163      | Portugal                                  | 335 | Muy vulnerable            |
| 164      | Rumania                                   | 335 | Muy vulnerable            |
| 165      | Nigeria                                   | 336 | Muy vulnerable            |
| 166      | San Vicente y las Granadinas              | 337 | Muy vulnerable            |
| 167      | Guatemala                                 | 338 | Muy vulnerable            |
| 168      | Palaos                                    | 338 | Muy vulnerable            |
| 169      | Bangladés                                 | 340 | Muy vulnerable            |
| 170      | Reunión                                   | 341 | Muy vulnerable            |
| 171      | Montserrat                                | 342 | Muy vulnerable            |
| 172      | Islas Caimán                              | 343 | Muy vulnerable            |
| 173      | Croacia                                   | 343 | Muy vulnerable            |
| 174      | Haití                                     | 343 | Muy vulnerable            |
| 175      | Irak                                      | 344 | Muy vulnerable            |
| 176      | Dinamarca                                 | 345 | Muy vulnerable            |
| 177      | Liechtenstein                             | 346 | Muy vulnerable            |
| 178      | El Salvador                               | 348 | Muy vulnerable            |
| 179      | Islas Marshall                            | 348 | Muy vulnerable            |
| 180      | Suiza                                     | 348 | Muy vulnerable            |
| 181      | Isla de Navidad                           | 350 | Muy vulnerable            |
| 182      | Siria                                     | 350 | Muy vulnerable            |
| 183      | España                                    | 352 | Muy vulnerable            |
| 184      | Grecia                                    | 353 | Muy vulnerable            |
| 185      | Turquía                                   | 353 | Muy vulnerable            |
| 186      | Azerbaiyán                                | 354 | Muy vulnerable            |
| 187      | Costa Rica                                | 354 | Muy vulnerable            |
| 188      | Polonia                                   | 354 | Muy vulnerable            |
| 189      | Seychelles                                | 355 | Muy vulnerable            |
| 190      | Alemania                                  | 357 | Muy vulnerable            |
| 191      | Vietnam                                   | 357 | Muy vulnerable            |
| 192      | Mauricio                                  | 358 | Muy vulnerable            |
| 193      | San Cristóbal y Nieves                    | 359 | Muy vulnerable            |
| 194      | China                                     | 360 | Muy vulnerable            |
| 195      | Francia                                   | 361 | Muy vulnerable            |
| 196      | Eslovenia                                 | 362 | Muy vulnerable            |
| 197      | Hungría                                   | 363 | Muy vulnerable            |
| 198      | Corea del Norte                           | 363 | Muy vulnerable            |
| 199      | Martinica                                 | 364 | Muy vulnerable            |
| 200      | Tuvalu                                    | 367 | Extremadamente vulnerable |
| 201      | Pakistán                                  | 368 | Extremadamente vulnerable |
| 202      | Isla Norfolk                              | 368 | Extremadamente vulnerable |
| 203      | Austria                                   | 369 | Extremadamente vulnerable |
| 204      | Bermudas                                  | 373 | Extremadamente vulnerable |
| 205      | Corea del Sur                             | 373 | Extremadamente vulnerable |
| 206      | Brasil                                    | 373 | Extremadamente vulnerable |
| 207      | Reino Unido                               | 373 | Extremadamente vulnerable |
| 208      | Islas Vírgenes Británicas                 | 377 | Extremadamente vulnerable |
| 209      | Islas Marianas del Norte                  | 378 | Extremadamente vulnerable |
| 210      | Israel                                    | 380 | Extremadamente vulnerable |
| 211      | Polinesia Francesa                        | 381 | Extremadamente vulnerable |
| 212      | Jamaica                                   | 381 | Extremadamente vulnerable |
| 213      | Trinidad y Tobago                         | 381 | Extremadamente vulnerable |
| 214      | Islas Cook                                | 383 | Extremadamente vulnerable |
| 215      | Maldivas                                  | 383 | Extremadamente vulnerable |
| 216      | India                                     | 385 | Extremadamente vulnerable |
| 217      | Italia                                    | 386 | Extremadamente vulnerable |
| 218      | Bélgica                                   | 387 | Extremadamente vulnerable |
| 219      | Líbano                                    | 387 | Extremadamente vulnerable |
| 220      | Países Bajos                              | 388 | Extremadamente vulnerable |
| 221      | Japón                                     | 389 | Extremadamente vulnerable |
| 222      | Guam                                      | 390 | Extremadamente vulnerable |
| 223      | Micronesia                                | 392 | Extremadamente vulnerable |
| 224      | Tonga                                     | 392 | Extremadamente vulnerable |
| 225      | Santa Lucía                               | 393 | Extremadamente vulnerable |
| 226      | Kiribati                                  | 395 | Extremadamente vulnerable |
| 227      | Islas Vírgenes de los Estados Unidos      | 396 | Extremadamente vulnerable |
| 228      | Filipinas                                 | 402 | Extremadamente vulnerable |
| 229      | Barbados                                  | 403 | Extremadamente vulnerable |
| 230      | Macao                                     | 407 | Extremadamente vulnerable |
| 231      | Guadalupe                                 | 412 | Extremadamente vulnerable |
| 232      | Nauru                                     | 421 | Extremadamente vulnerable |
| 233      | Singapur                                  | 428 | Extremadamente vulnerable |
| 234      | Samoa Americana                           | 436 | Extremadamente vulnerable |

## Para saber más
- Kaly U, Pratt C y Mitchell J (2004) Índice de Vulnerabilidad Medioambiental (EVI) 2004 SOPAC.
- Barnett J, Lambert S y Freír I (2008) "Los peligros de los indicadores: conceptos internos de los índices de vulnerabilidad medioambiental", Anales de la Asociación de Geógrafos Norteamericanos, 98 (1).